# Rugles
Rugles é uma comuna francesa na região administrativa da Normandia, no departamento de Eure. Estende-se por uma área de 14,13 km². Em 2010 a comuna tinha 2 259 habitantes (densidade: 159,9 hab./km²).